# ورم وعائي عنكبي
الورم الوعائي العنكبي (بالإنجليزية: spider angioma)‏ (ويسمى أيضًا الوحمة العنكبية أو العنكبة الوعائية أو توسع الشعيرات العنكبية) هو توسع للشعيرات الدموية يحدث أسفل سطح الجلد، ويتكوّن عادةً من نقطة مركزية حمراء وامتدادات محمرة تنبعث من هذه النقطة لتشبه بذلك شبكة العنكبوت. هذه الحالة منتشرة حتى في بعض الأصحاء لذلك فهي قد تكون حميدة في بعض الأحيان، وتتواجد في 10-15% من الأطفال والبالغين الأصحاء، لكن تواجد أكثر من خمس أورام وعائية عنكبية في الجسم قد يكون إحدى علامات أمراض الكبد.

## الانتشار
عند وجود هذه الأورام فإنها تتواجد فقط في مناطق انتشار تصريف الوريد الأجوف العلوي، ولذلك فهي تنتشر عادةً في الوجه، الرقبة، والجزء العلوي للجذع والذراعين. بعض الأحيان يمكن أن توجد هذه الأورام في السطح الخلفي للأيدي والأصابع في الأطفال.

## أسباب الحدوث
تحدث هذه الأورام نتيجة فشل العضلات العاصرة التي تحيط بالشرينات الجلدية. النقطة المركزية الحمراء هي عبارة عن شرينات متوسعة، بينما التفرعات الحمراء هي عبارة عن أوردة صغيرة تنقل الدم بعيدًا عن الشرين. عند الضغط السريع على هذا الورم ثم تحرير الضغط يلاحظ إعادة امتلاء الأوردة المتفرعة من المنطقة الوسطى (منطقة الشرين).
يرجع سبب توسع هذه الأوعية إلى زيادة نسبة الإستروجين في الدم، وتحدث هذه الزيادة في بعض الحالات مثل الحمل بالنسبة للمرأة، واستخدام موانع الحمل الهرمونية. كذلك، فإن الأشخاص المصابون بأمراض الكبد قد تظهر هذه الأورام في أجسادهم، بسبب عدم قدرة الكبد على إزالة الأثر السمي للإستروجين الزائد. وبالإضافة إلى ذلك فقد يحدث نزيف جزئي في سطح الجلد.

## العلاج
الورم الوعائي العنكبي هي حالة عديمة الأعراض ودائمًا تزول تلقائيًا. في الحالات التي تحدث فيها في الأطفال، فإنها قد تستمر لعدة سنوات قبل أن تختفي. عند حدوث هذا الورم مع مرحلة الحمل في المرأة فمن الممكن أن تزول هذا الحالة مباشرة بعد الولادة. وكذلك بالنسبة للنساء اللاتي يستخدمن موانع الحمل الهرمونية فإنها غالبًا ما تختفي بعد التوقف عن استعماله. أما بالنسبة للأشخاص المصابين بأمراض الكبد، فإن اختفاء هذه العلامة مرهون بعودة الكبد إلى وظيفته أو بعملية زراعة الكبد.
بالنسبة للورم الوعائي العنكبي الذي يظهر في الوجه، فهناك بعض التقنيات التي تستخدم مثل التجفيف الكهربي والعلاج بالليزر لإزالة هذه التشوهات. هناك بعض الخطورة من بقاء أثر الندبات، ومع ذلك تبقى النتيجة العامة جيدة عمومًا. لكن أيضًا هناك حالات تعود فيها الأورام الوعائية للظهور بعد معالجتها.